# Helen Walsh
Helen Walsh sinh năm 1977 là nhà văn người Anh.

## Tiểu sử
Cô sinh tại Warrington gần Liverpool. Khi lên 16 tuổi, cô di chuyển sang cư ngụ ở Barcelona, Tây Ban Nha nhưng khi ngoài 20 tuổi, cô đã trở lại Anh.

## Tác phẩm
Cho tới nay cô đã viết 3 tiểu thuyết: Brass (2005), Once Upon a Time in England (2008), và Go to Sleep (2011), tất cả đều do nhà xuất bản Canongate xuất bản. 
Tiểu thuyết đầu tay của cô, Brass, được xuất bản năm 2004 và đoạt Giải Betty Trask. Quyển tiểu thuyết thứ nhì, Once Upon a Time In England, xuất bản năm 2008 đã đoạt Giải Somerset Maugham năm 2009 và lọt vào danh sách vòng trong của Giải Portico năm 2008. Quyển tiểu thuyết thứ ba, Go to Sleep sẽ được xuất bản trong năm 2011.

## Giải thưởng
- Giải Betty Trask năm 2005
- Giải Somerset Maugham năm 2009